# 共立女子短期大学
共立女子短期大学（日语：／ Kyōritsu Joshi Tanki Daigaku *），简称共短，是一所位于日本东京都千代田区的私立短期大学。

## 概要

### 简介
- 学校最早可以追溯到1886年[1][2]。短期大学为于1950年开办[2]、由学校法人共立女子学园经营[3]。「诚实」「勤勉」「友爱」为建学精神

### 历史
- 1950年 共立女子大学短期大学部成立并同时设置一个学科即家政科。
- 1951年 业余课程服装专修[注 5]成立。
- 1953年 学科成立、以下列举[2]。
  - 文科
    - 第一部
      - 日语专攻
      - 英语专攻

    - 第二部
      - 日语专攻
      - 英语专攻
- 1973年 改校名为共立女子短期大学[2]。
- 1984年 业余课程服装专修[注 5]改编为家政专修[4][注 4]。
- 1989年 家政科改名为生活科学科。
- 1994年 两个专攻于文科改名为、以下列举[3]。
  - 日语专攻→日本语·日本文学专攻[注 1]
    - 第一部[注 2]
    - 第二部[注 1]

  - 英语专攻→英语·英米文学专攻[注 1]
    - 第一部[注 2]
    - 第二部[注 1]
- 2004年  护理学科成立（但招生到2012年）[2]。

### 宪章
- 请参看共立女子短期大学的标志 （页面存档备份，存于） （日語） 2014年6月22日阅览。

## 学校环境
- 校区：在东京都千代田区

## 历任校长
- 入江和生：现在短期大学校长[5]

## 组织

### 学科
- 生活科学科
- 文科

### 前学科
| - 文科 - 日本语・日本文学专攻 - 第一部 - 第二部 - 英语・英美文学专攻 - 第一部 - 第二部 - 护理学科 |

### 专科
| - 没有 |

### 业余课程
| - 家政专修 |

### 附属机关
| - 图书馆 - 总合文化研究所 |

## 知名校友
- 田代沙织：女演员
- 森口瑶子：女演员

## 相关链接
- 日本短期大学列表